# Puylagarde
Puylagarde település Franciaországban, Tarn-et-Garonne megyében. Lakosainak száma 345 fő (2022. január 1.). Puylagarde Martiel, Vailhourles, Laramière, Vidaillac, Lacapelle-Livron, Loze, Parisot és Saint-Projet községekkel határos.

## Népesség
A település népességének változása:
| Lakosok száma | 339  | 338  | 344  | 334  | 332  | 331  | 332  | 333  | 345  |
|               | 2013 | 2015 | 2016 | 2017 | 2018 | 2019 | 2020 | 2021 | 2022 |